# Villoruela
Villoruela is een gemeente in de Spaanse provincie Salamanca in de regio Castilië en León met een oppervlakte van 17,27 km². Villoruela telt 819 inwoners (1 januari 2016).